# Luka Sučić
Luka Sučić (Linz, 8 september 2002) is een in Oostenrijk geboren Kroatisch voetballer die sinds 2024 onder contract ligt bij Real Sociedad. Sučić is een middenvelder. Hij debuteerde in 2021 in het Kroatisch voetbalelftal.

## Clubcarrière
Sučić genoot zijn jeugdopleiding bij SV Alkoven, Union Edelweiß Linz en Red Bull Salzburg. In 2019 stroomde hij door naar FC Liefering, de zusterclub van Red Bull Salzburg in de 2. Liga. Op 9 september 2020 maakte hij zijn officiële debuut voor het eerste elftal van Red Bull Salzburg: in de bekerwedstrijd tegen Schwarz-Weiß Bregenz, die Salzburg met 0-10 won, kreeg hij een basisplaats van trainer Jesse Marsch. Sučić scoorde in zijn debuutwedstrijd vanop de stip de 0-8.

## Clubstatistieken
| Seizoen         | Club              | Land                | Competitie       | Competitie | Competitie | Beker | Beker | Supercup | Supercup | Europees | Europees | Totaal | Totaal |
| Seizoen         | Club              | Land                | Competitie       | Wed.       | Dlp.       | Wed.  | Dlp.  | Wed.     | Dlp.     | Wed.     | Dlp.     | Wed.   | Dlp.   |
| --------------- | ----------------- | ------------------- | ---------------- | ---------- | ---------- | ----- | ----- | -------- | -------- | -------- | -------- | ------ | ------ |
| 2019/20         | FC Liefering      | Vlag van Oostenrijk | 2. Liga          | 15         | 4          | —     | —     | —        | —        | —        | —        | 15     | 4      |
| 2020/21         | FC Liefering      | Vlag van Oostenrijk | 2. Liga          | 11         | 2          | —     | —     | —        | —        | —        | —        | 11     | 2      |
| 2020/21         | Red Bull Salzburg | Vlag van Oostenrijk | Bundesliga       | 17         | 1          | 5     | 1     | —        | —        | 5        | 0        | 27     | 2      |
| 2021/22         | Red Bull Salzburg | Vlag van Oostenrijk | Bundesliga       | 28         | 8          | 6     | 2     | —        | —        | 10       | 1        | 44     | 11     |
| 2022/23         | Red Bull Salzburg | Vlag van Oostenrijk | Bundesliga       | 15         | 0          | 3     | 0     | —        | —        | 7        | 0        | 25     | 0      |
| 2023/24         | Red Bull Salzburg | Vlag van Oostenrijk | Bundesliga       | 22         | 3          | 4     | 1     | —        | —        | 6        | 1        | 32     | 5      |
| 2024/25         | Real Sociedad     | Vlag van Spanje     | Primera División | 1          | 0          | 0     | 0     | —        | —        | 0        | 0        | 1      | 0      |
| Carrière totaal | Carrière totaal   | Carrière totaal     | Carrière totaal  | 109        | 18         | 18    | 4     | 0        | 0        | 28       | 2        | 24     | 6      |

Bijgewerkt op 23 augustus 2024.

## Interlandcarrière
Sučić debuteerde op 11 oktober 2021 voor Kroatië, bij een 2–2 gelijkspel tegen Slowakije in de WK-kwalificatie. Hij nam met Kroatië deel aan het WK 2022 in Qatar, waar Kroatië als derde eindigde. Hij werd op 20 mei 2024 na anderhalf jaar afwezigheid door Zlatko Dalić opgenomen in de Kroatische selectie voor het EK 2024 in Duitsland. Kroatië werd in de groepsfase uitgeschakeld na een nederlaag tegen Spanje (3–0) en gelijke spelen tegen Albanië (2–2) en Italië (1–1). Sučić kwam in iedere wedstrijd in actie.
1 Blaswich  ·
2 Caufriez ·
3 Terzić ·
4 Blank ·
5 Okoh ·
6 S. Baidoo ·
7 Capaldo ·
9 Onisiwo ·
10 Clark ·
11 Vertessen ·
14 Kjærgaard ·
15 Diambou ·
16 Kawamura ·
18 Bidstrup ·
19 Konaté ·
20 E. Baidoo ·
21 Ratkov ·
23 Gadou ·
24 Schlager ·
25 Lukić ·
28 Daghim ·
29 Guindo ·
30 Gloukh ·
36 Mellberg ·
39 Morgalla ·
45 Nene ·
49 Yeo ·
81 Diakité ·
92 Hamzić ·
Coach: Letsch
1 Livaković ·
2 Stanišić ·
3 Barišić ·
4 Perišić ·
5 Erlić ·
6 Lovren ·
7 Majer ·
8 Kovačić ·
9 Kramarić ·
10 Modrić  ·
11 Brozović ·
12 Grbić ·
13 Vlašić ·
14 Livaja ·
15 Pašalić ·
16 Petković ·
17 Budimir ·
18 Oršić ·
19 Sosa ·
20 Gvardiol ·
21 Vida ·
22 Juranović ·
23 Ivušić ·
24 Šutalo ·
25 Sučić ·
26 Jakić ·
Coach: Dalić
1 Livaković ·
2 Stanišić ·
3 Pongračić ·
4 Gvardiol ·
5 Erlić ·
6 Šutalo ·
7 Majer ·
8 Kovačić ·
9 Kramarić ·
10 Modrić  ·
11 Brozović ·
12 Labrović ·
13 Vlašić ·
14 Perišić ·
15 Mario Pašalić ·
16 Budimir ·
17 Petković ·
18 Ivanušec ·
19 Sosa ·
20 Pjaca ·
21 Vida ·
22 Juranović ·
23 Ivušić ·
24 Marco Pašalić ·
25 Sučić ·
26 Baturina ·
Coach: Dalić